# Alsted Sogn (Sorø Kommune)
 For alternative betydninger, se Alsted Sogn. (Se også artikler, som begynder med Alsted Sogn)
Alsted Sogn er et sogn i Ringsted-Sorø Provsti (Roskilde Stift).
Fjenneslev Sogn var siden 1574 anneks til Alsted Sogn. Begge sogne hørte til Alsted Herred i Sorø Amt. Alsted-Fjenneslev sognekommune var med i forsøget på at danne en Fjenneslev Kommune mellem Sorø og Ringsted, men da det måtte opgives, blev Alsted-Fjenneslev ved kommunalreformen i 1970 indlemmet i Sorø Kommune.
I Alsted Sogn ligger Alsted Kirke.
I sognet findes følgende autoriserede stednavne:
- Alsted (bebyggelse, ejerlav)
- Alsted-Flinterup (bebyggelse, ejerlav)
- Brunemark (bebyggelse)
- Frederikshåb (bebyggelse)
- Hjortet (bebyggelse)
- Hylstrup (bebyggelse, ejerlav)
- Knudstrup (bebyggelse, ejerlav)
- Knudstrupgård (landbrugsejendom)
- Langed (bebyggelse)
- Østervang (bebyggelse)